# هاسلو ماریا الند
هاسلو ماریا الند (به آلمانی: Haslau-Maria Ellend) یک منطقهٔ مسکونی در اتریش است که در ناحیه بروک آن در لیتا واقع شده‌است. هاسلو ماریا الند ۲٬۰۲۶ نفر جمعیت دارد.